# Myrmarachne megachelae
Myrmarachne megachelae este o specie de păianjeni din genul Myrmarachne, familia Salticidae, descrisă de Ganesh Kumar, Mohanasundaram, 1998. Conform Catalogue of Life specia Myrmarachne megachelae nu are subspecii cunoscute.